# Гатлинг, Ричард Джордан
Ричард Джордан Гатлинг (англ. Richard Jordan Gatling) (12 сентября 1818 — 26 февраля 1903) — американский изобретатель, врач, обладатель более чем полусотни патентов.
Наиболее известное изобретение — картечница Гатлинга, многоствольное скорострельное оружие (1862 год), приводимое в действие мускульной силой стрелка и обладающее скорострельностью 400—3000 выстрелов в минуту. В настоящее время артиллерийские, авиационные и стрелковые системы с вращающимся блоком стволов называются схемой Гатлинга (в частности, 20-мм шестиствольная пушка M61 «Вулкан», 30-мм семиствольная пушка GAU-8 Avenger, 7,62-мм шестиствольный пулемёт M134 «Миниган», 23-мм шестиствольная авиационная пушка ГШ-6-23 и т. п.) Главное отличие артсистем, построенных по схеме Гатлинга, от других — очень высокая скорострельность (3000—12000 выстрелов в минуту), достигаемая в основном за счёт равномерного распределения нагрузки на все стволы орудия в ходе выполнения одного цикла и благодаря избавлению от проблемы перегрева.

## Биография
Ричард Гатлинг родился в округе Хертфорд (штат Северная Каролина) в семье фермера. С детства увлекался изобретательством.
В возрасте 21 года Гатлинг создал винт новой конструкции для пароходов, не зная, что такое изобретение уже было запатентовано всего за несколько месяцев до того Джоном Эрикссоном. Живя в Северной Каролине, он работал в офисе канцелярии округа, некоторое время преподавал в школе и стал торговцем. В возрасте 36 лет Гатлинг перебрался в Сент-Луис, штат Миссури, где работал в магазине весовых товаров и изобрёл сеялку для риса и сеялку для пшеницы. Введение этих машин во многом способствовало коренным переменам в сельском хозяйстве страны. После перенесённой оспы Гатлинг стал интересоваться медициной. В 1850 году закончил медицинский колледж в Цинциннати, штат Огайо, получив звание доктора медицины. Тем не менее он никогда не занимался врачебной практикой; его больше интересовала карьера изобретателя. В начале Гражданской войны Гатлинг жил в Индианаполисе, штат Индиана. Там он посвятил себя совершенствованию огнестрельного оружия. В начале 1850-х годов у Гатлинга был достаточно успешный бизнес, и он женился на Джемайме Сандерс, дочери видного врача Индианаполиса; невеста была на 19 лет моложе жениха. Они сыграли свадьбу 25 октября 1854 года. Младшая сестра Джемаймы — Зерельда — была супругой губернатора штата Индиана Дэвида Уоллеса. Активный член его масонской ложи, Гатлинг стал членом № 23 ложи Центра.
4 ноября 1862 года он получает патент на многоствольное скоростное оружие Revolving Battery Gun. Особенностью изобретения стала предложенная револьверная схема расположения стволов, оригинальный механизм подачи патронов и выброса гильзы.
В течение своей жизни Гатлинг запатентовал множество разнообразных изобретений — для улучшения туалетов, велосипедов, паровой очистки сырой шерсти, пневматики и во многих других областях. В 1891 году он был избран первым президентом Американской ассоциации изобретателей и производителей и занимал этот пост шесть лет. Часть своего немалого состояния он истратил на инвестиции, но был ещё достаточно богат на момент смерти.
В последние годы Гатлинг вернулся в Сент-Луис, штат Миссури, чтобы создать новую компанию по производству своих паровых плугов или тракторов. Приехав в Нью-Йорк к дочери и посетив своё патентное агентство, Гатлинг умер в её доме 26 февраля 1903 года. Он похоронен на кладбище Кроун Хилл в Индианаполисе, штат Индиана.

Журнал Scientific American опубликовал некролог, в котором были и такие слова:

Этот человек не имел себе равных по доброте и сердечности. Ему казалось, что если война сделается ещё более ужасной, то народы потеряют наконец охоту прибегать к оружию.

Во время Второй мировой войны Военно-морской флот США отдал дань вкладу и памяти изобретателя — эскадренный миноносец типа «Флетчер» DD-671 был окрещён в его честь: USS Gatling.